# 惜食香港督導委員會
惜食香港督導委員會（英語：Food Wise Hong Kong Steering Committee）於2012年12月3日由環境局成立，預計運作3年，負責制定及監督「惜食香港運動」的推行、增加香港社會對廚餘問題的關注（鼓勵香港市民個人及改變家庭生活習慣以減少廚餘；在工商業界別訂立和推廣減少廚餘的工作守則；及促進商戶向慈善機構捐贈餘廚等等。），及協調各香港政府部門和香港公共機構以身作則減少廚餘。由環境局局長出任主席。

## 口號

### 資源循環藍圖口號
2013年12月19日起：「惜物減廢在我手，落實藍圖為未來。」

## 組織
惜食香港督導委員會主席由時任環境局局長出任，委員則來自香港社會相關界別的人士：包括餐飲業、酒店業、零售業、物業管理業、教育界、學術界、環境保護團體、食物回收組織以及相關香港政府部門。

## 歷史
香港餘廚日益增加，浪費情況日益嚴重；與此同時，為到香港帶來迫切的廢物處理等社會問題。至2011年，香港每日就有逾3,500公噸的廚餘被棄置於香港各處堆填區，佔據都市固體廢物量達約40%。有鑑於此，香港行政長官梁振英承諾會推動減少廚餘，在香港政府採取多管齊下的策略下，務求香港社會全體共同積極地處理此項社會問題。2012年12月3日，惜食香港督導委員會由環境局宣佈成立，委員會將會推動「惜食香港運動」，預期運作3年。
惜食香港督導委員會於首次會議將會成立兩個工作小組，即教育宣傳小組及行業小組。前者將會負責針對教育家庭及個人減少廚餘，以形成良好習慣。至於後者，則會與酒店、零售業及飲食業等合作，草擬相關工作守則，減少廚餘。